# GPS Exchange Format
Het GPS Exchange Format (GPX) is een op XML gebaseerde standaard opmaaktaal voor geografische data. Het wordt gebruikt voor het uitwisselen van geografische data (waypoints, routes en trips) tussen applicaties en internettoepassingen. 
De huidige versie GPX 1.1, werd vrijgegeven op 9 augustus 2004. GPX is de de facto XML-standaard voor het uitwisselen van gps-data sinds GPX 1.0 is vrijgegeven in 2002. 

## Formaat
Het GPX-formaat ondersteunt drie soorten waypoints (routepunten): track (een zelf afgelegde route, gelogd door een gps-apparaat), route (geplande routes, niet noodzakelijkerwijs reeds afgelegde route) en losse waypoints, die geen samenhang hoeven te hebben (bijvoorbeeld campings, parkeerplaatsen, benzinepompen of aanlegplaatsen). Waypoints zijn vergelijkbaar met Nuttige Plaatsen.
Tracks kunnen onderverdeeld zijn in zogenaamde segmenten om een onderverdeling te kunnen maken, bijvoorbeeld voor de heen- en terugweg, of om tussenstops te markeren.

## Voorbeeld
```

  <?xml version="1.0" ?> 
  <gpx version="1.0" creator="ExpertGPS 1.1 - http://www.topografix.com" xmlns:xsi="http://www.w3.org/2001/XMLSchema-instance" xmlns="http://www.topografix.com/GPX/1/0" xsi:schemaLocation="http://www.topografix.com/GPX/1/0 http://www.topografix.com/GPX/1/0/gpx.xsd">
  <time>2002-02-27T17:18:33Z</time> 
  <bounds minlat="42.401051" minlon="-71.126602" maxlat="42.468655" maxlon="-71.102973" /> 
  <wpt lat="42.438878" lon="-71.119277">
  <ele>44.586548</ele> 
  <time>2001-11-28T21:05:28Z</time> 
  <name>5066</name> 
  <desc>
  <![CDATA[ 5066 ]]> 
  </desc>
  <sym>Crossing</sym> 
  <type>
  <![CDATA[ Crossing ]]> 
  </type>
  </wpt>
  <trk>
  <trkseg>
  <trkpt lat="42.430950" lon="-71.107628"/>
  </trkseg>
  </trk>
  <rte>
  <name>BELLEVUE</name> 
  <desc>
  <![CDATA[ Bike Loop Bellevue ]]> 
  </desc>
  <number>1</number> 
  <rtept lat="42.430950" lon="-71.107628">
  <ele>23.469600</ele> 
  <time>2001-06-02T00:18:15Z</time> 
  <name>BELLEVUE</name> 
  <cmt>BELLEVUE</cmt> 
  <desc>
  <![CDATA[ Bellevue Parking Lot ]]> 
  </desc>
  <sym>Parking Area</sym> 
  <type>
  <![CDATA[ Parking  ]]> 
  </type>
  </rtept>
  </rte>
  </gpx>
 
```